# 埃莫马利·拉赫蒙
埃莫马利·拉赫蒙（發音：[emɔmaˈli raɦˈmɔn]；1952年10月5日—），塔吉克斯坦政治家，自1992年起担任塔吉克斯坦总统至今。

## 生平
拉赫莫诺夫在1972年至1974年間在苏联太平洋舰队服役，1982年毕业于塔吉克國立大學经济专业，1987年至1992年任库利亚布州丹加拉区列宁农场场长，1990年当选塔最高苏维埃人民代表，1992年当选库利亚布州人民代表苏维埃执委会主席，同年11月16日当选塔最高苏维埃主席。1994年11月6日，拉赫莫诺夫当选为塔吉克斯坦总统，1999年11月6日连任总统，2006年11月6日第三次当选，2013年11月6日第四次当选。2020年10月11日第五次当选。

## 任内政策

### 个人崇拜
拉赫蒙在塔吉克斯坦国内被称为“和平与民族团结的创始人、国家领导人、尊敬的塔吉克斯坦共和国总统埃莫马利·拉赫蒙”，对其本人的崇拜也通过学校教育不断加强，政府亦通过多种方式也鼓励公民赞颂拉赫蒙的统治。

### 去俄化
2007年3月22日，拉赫莫诺夫宣布，为了去除俄罗斯化痕迹，决定将自己的名字的斯拉夫语后缀-ов去掉，改名“拉赫蒙”，同时移除父名“沙里波维奇”。3月28日，其官方发言人表示，这仅仅是拉赫蒙的个人行为，并不是国家性的强制政策。但随后，全国各地的数十名政府官员，国会议员和公务员都从他们的姓氏中删除了俄罗斯式的父名和姓氏中的“ -ov”后缀。2016年4月，塔吉克斯坦正式宣布新生儿不再允许使用斯拉夫式的姓氏后缀和父名作为姓名。但是俄语仍然作为塔吉克的官方语言以及族际交流语被广泛使用，作为该国国语的塔吉克语也仍然使用西里尔字母书写。

### 审查政策
拉赫蒙在任期间，极力消弭异见人士及部分国外网站对于其统治的影响，并通过监禁反对派政治家加强个人权力。2012年7月，塔吉克斯坦军方和游击队在霍罗格市发生冲突后，YouTube开始无法访问。。2014年起當局更完全封鎖整個Youtube網站。此后，2012年11月，因脸书上有诽谤拉赫蒙本人和其他塔吉克官员的留言，塔吉克斯坦政府封锁了Facebook。该国的新闻自由也同样受到强烈打压，2019年，塔吉克斯坦在新闻自由指数上得54.02分，在参评的180个国家和地区中排名第161名，属于新闻不自由。拉赫蒙也因此在2021年被非政府组织「无国界记者」列入“新闻自由掠夺者”名单。
拉赫蒙政府也不断强化政府对宗教活动的管制，自2013年起，塔吉克斯坦禁止18歲以下的人公開從事宗教活動，并且限制公民前往清真寺。 另外，政府也嚴格限制公民前往国外朝覲。

## 家庭
拉赫蒙共有九名子女：兩個兒子及七個女兒。
- 長女奧佐達（Ozoda）曾擔任塔吉克駐美國使館文化和教育參贊，2009年至2014年間任副外長，後升任第一副外長。2016年被任命為總統行政辦公廳主任，同年當選最高議會議員。
- 兒子鲁斯塔姆·埃莫马利曾是一名足球運動員，並擔任塔吉克足球俱樂部“杜尚別埃斯特格拉爾”（Istiqlol Dushanbe）的經理。曾先後擔任緝私局局長和足球協會會長、國家金融控制和反腐機構主管，現為杜尚別市長，一直被視為拉赫蒙的接班人[15]。
- 幼女扎里娜（Zarrina）曾在英國留學，於16歲時在塔吉克國家電視台做實習主持人，主播英語新聞，後嫁給國營通訊服務主管Beg Zukhurov[16][17]。

## 榮譽及獎項
- 林國榮創意科技大學名譽博士（LUCT）
- 塔吉克斯坦英雄獎（英语：Hero of Tajikistan）
- 科威特穆巴拉克大帝勳章（英语：Order of Mubarak the Great）
- 乌克兰一等智者雅罗斯拉夫王子勋章（2008）
- 拉脫維亞三星級榮譽勳章（英语：Order of the Three Stars）（2009）
- 世界和平獎（英语：World Peace Prize）收割獎（2000）[18]
- 烏克蘭一等功績勳章（2011）
- 蓋達爾·阿利耶夫勳章（英语：Heydar Aliyev Order）（2012）
- 土庫曼斯坦總統勳章（2012）
- 二级塞爾維亞共和國勳章（2013）[19]
- 俄羅斯亞歷山大·涅夫斯基勳章（2017）
- 俄羅斯三级祖国功勋勋章（2022）
- 金鹰勋章（2023）
- 中华人民共和国友谊勋章（2024）

## 备注
1. ↑  原名埃莫马利·沙里波维奇·拉赫莫诺夫（羅馬化：Emomali Sharipovich Rakhmonov）